# Hassi Etile
Hassi Etile är en kommun i departementet Néma i regionen Hodh Ech Chargui i Mauretanien. Kommunen hade 5 950 invånare år 2013.